# Dankowice Drugie
Dankowice Drugie (prononciation : [dankɔˈvit͡sɛ ˈdruɡʲɛ]) est une localité polonaise de la gmina de Krzepice, située dans le powiat de Kłobuck en voïvodie de Silésie.